# Lông nách

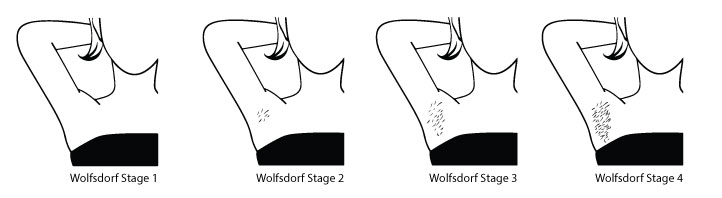
Tiến trình mọc lông nách

Lông nách (tiếng Anh: underarm hair hay axillary hair) là lông mọc ở vùng dưới cánh tay (nách).

## Sinh lý học
Lông nách, cùng với lông mu và râu, bắt đầu mọc dài ra ở tuổi dậy thì (12-13 tuổi) và ngừng mọc ở cuối giai đoạn này (khoảng 18 tuổi).

## Đời sống
Lông nách có tác dụng bài tiết các loại mồ hôi, bã nhờn ra khỏi cơ thể. Tuy nhiên, việc vùng lông này mọc quá dài và rậm có thể gây bệnh hôi nách. Loại bỏ lông nách bằng cách cạo, nhổ có thể kích thích lông mọc dài và cứng hơn cũng như khiến vùng da dưới cánh tay bị thâm.

## Hình ảnh

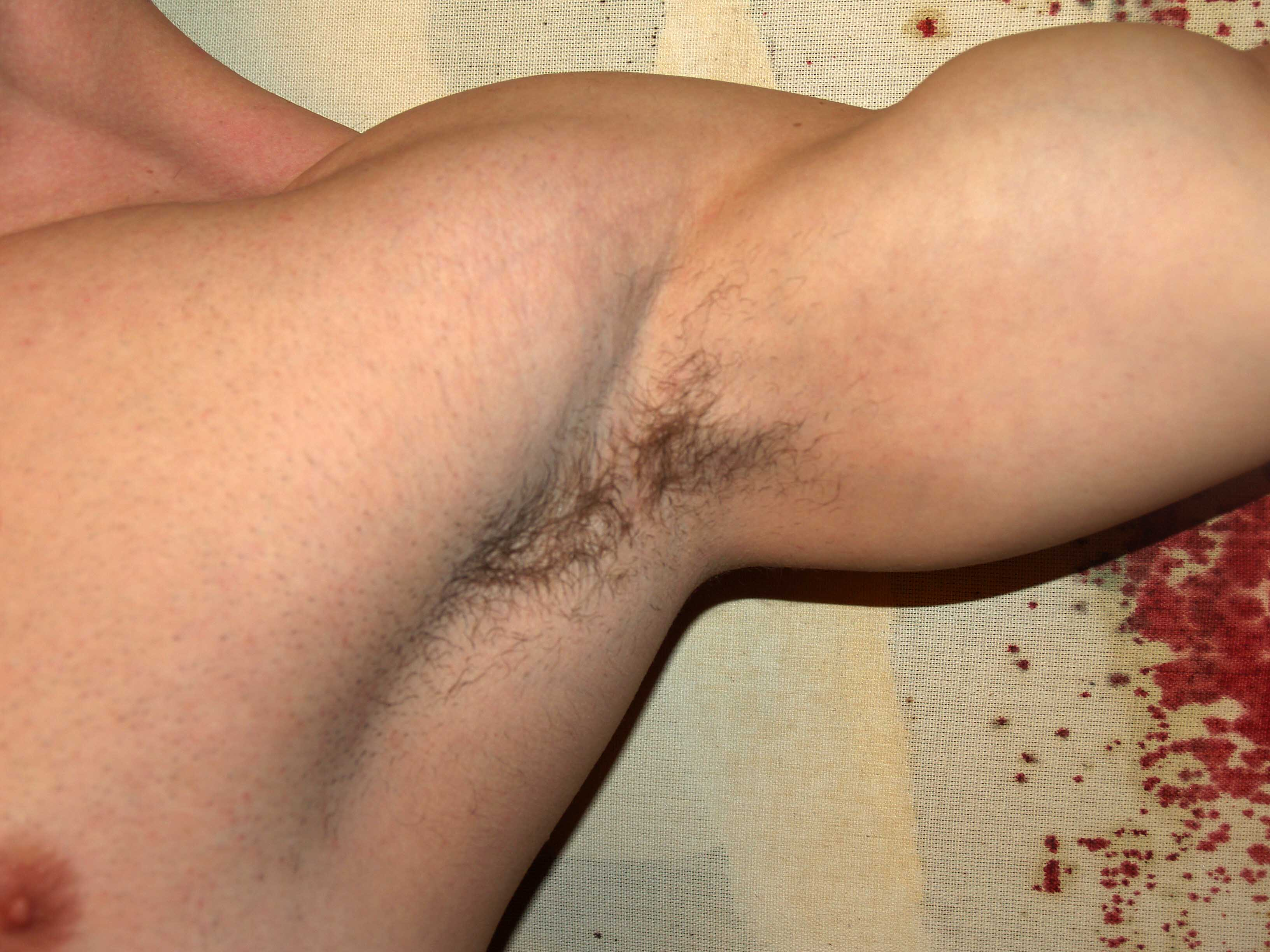
Lông nách nam
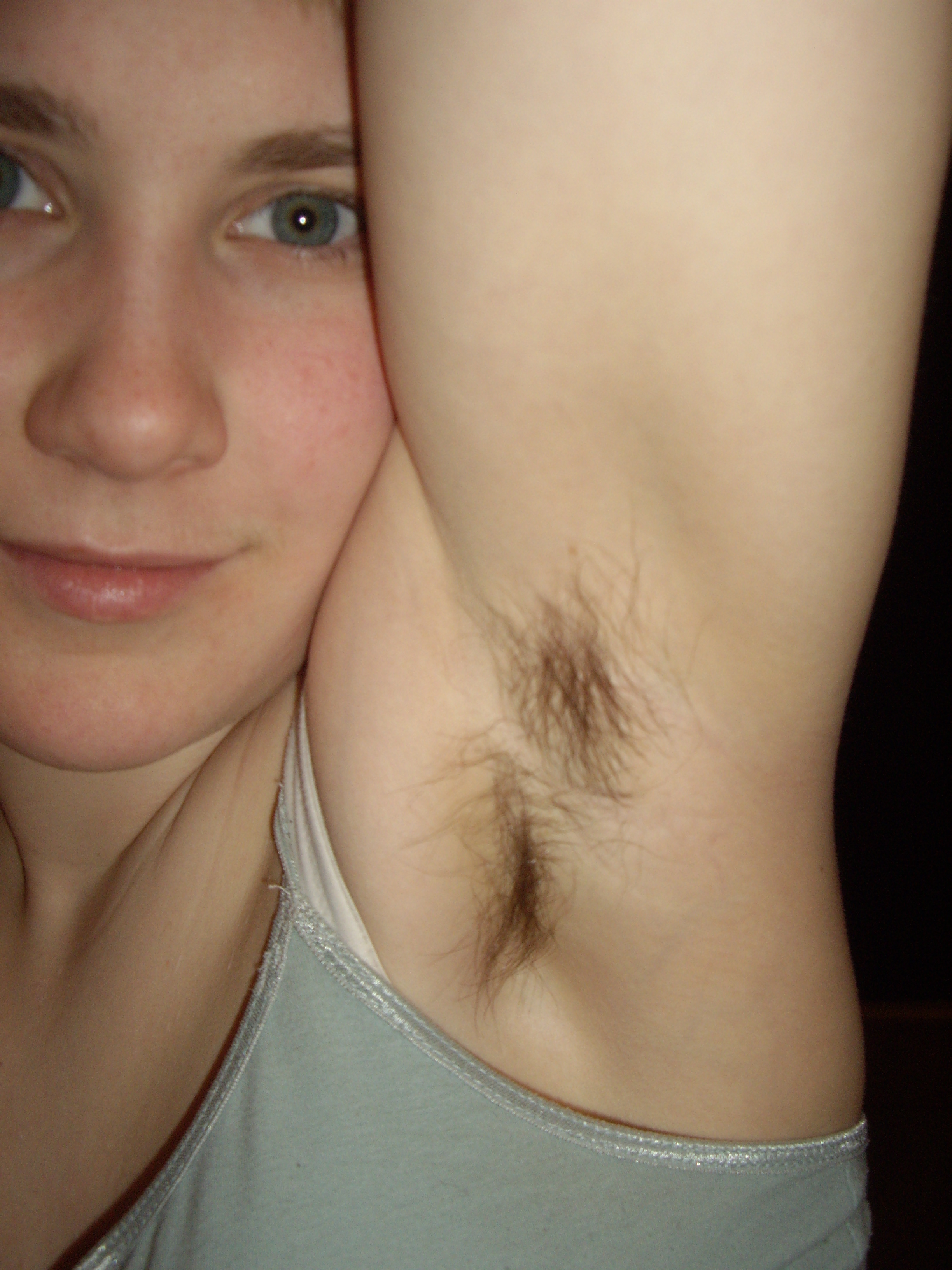
Lông nách nữ